# Malik Bendjelloul
Malik Bendjelloul (Ystad, 14 de setembro de 1977 — Suécia, 13 de maio de 2014) foi um cineasta, jornalista e ator sueco. Como reconhecimento, venceu, no Oscar 2013, a categoria de Melhor Documentário em Longa-metragem por Searching for Sugar Man.